# Gvandra (vattendrag)
Gvandra (georgiska: გვანდრა) är en flod i Georgien. Den ligger i den autonoma republiken Abchazien, i den nordvästra delen av landet, 290 km nordväst om huvudstaden Tbilisi. Gvandra mynnar som högerbiflod i Kodori.